# Искровское сельское поселение (Омская область)
Искровское се́льское поселе́ние — муниципальное образование в Называевском районе Омской области Российской Федерации.
Административный центр — село Искра.

## История
Статус и границы сельского поселения установлены Законом Омской области от 30 июля 2004 года № 548-ОЗ «О границах и статусе муниципальных образований Омской области».
.

## География
Площадь Искровского сельского поселения 52465 га. Земельные ресурсы — 52465 га, из них 33529 га — сельскохозяйственные угодья. Лесной фонд — 22 % от площади поселения.
Расстояние от сельского поселения до районного центра г. Называевска составляет 65 км.

## Население
| 2010 | 2011 | 2012 | 2013 | 2014 | 2015 | 2016 |
| ---- | ---- | ---- | ---- | ---- | ---- | ---- |
| 635  | ↘633 | ↘597 | ↘534 | ↘484 | ↘455 | ↘439 |
| 2017 | 2018 | 2019 | 2020 | 2021 | 2023 |      |
| ↘436 | ↘433 | ↘411 | ↘402 | ↘350 | ↘317 |      |

Численность населения по состоянию на 1 января 2012 года составила 860 человек, из них трудоспособные 562 чел.
Национальный состав населения по переписи 2002 года:
1. Русские — 71,0 %;
2. Украинцы — 0,2 %;
3. Казахи — 25 %;
4. Немцы — 3,0 %
5. Другие — 0,4 %;

## Состав сельского поселения
| № | Населённый пункт | Тип населённого пункта       | Население |
| - | ---------------- | ---------------------------- | --------- |
| 1 | Искра            | село, административный центр | ↘320      |
| 2 | Караульное       | деревня                      | ↘200      |
| 3 | Майка            | деревня                      | ↘20       |
| 4 | Ястреб           | деревня                      | ↘95       |

## Инфраструктура
На 2012 год в поселении функционируют следующие учреждения социальной сферы:
- дошкольных учреждений — 2;
- основных — 1;
- домов культуры и сельских клубов −2;
- библиотек — 2;
- ФАП-2

экономика
На 2012 год в сельском поселении 272 личных подсобных хозяйств, выращивается:
- КРС — 1119 голов;
- свиней — 105 головы;
- птицы — 2600 головы;
- лошадей — 141 голова;
- овец — 1800 голов[4]

## Транспорт
Протяженность автомобильных дорог составляет — 16 км, из них с твердым покрытием — ни одного сантиметра.